# CFRE-TV
CFRE-TV ist ein kanadischer TV-Sender, der für Regina in Saskatchewan sendet. Der Sender gehört zum Global Television Network, das wiederum zu CanWest Global gehört.
Der Sender wurde am 6. September 1987 von CanWest Global gegründet. CFRE-TV und seine Schwesterstation CFSK-TV wurden zusammen als STV gegründet, bis 1997 in CFRE-TV und CFSK-TV gesplittet wurde.
Der Sendername CFRE steht für CFREgina.